# Magic Maze
 (avril 2021).
La mise en forme du texte ne suit pas les recommandations de Wikipédia : il faut le « wikifier ».
Les points d'amélioration suivants sont les cas les plus fréquents. Le détail des points à revoir est peut-être précisé sur la page de discussion.
- Les titres sont pré-formatés par le logiciel. Ils ne sont ni en capitales, ni en gras.
- Le texte ne doit pas être écrit en capitales (les noms de famille non plus), ni en gras, ni en italique, ni en « petit »…
- Le gras n'est utilisé que pour surligner le titre de l'article dans l'introduction, une seule fois.
- L'italique est rarement utilisé : mots en langue étrangère, titres d'œuvres, noms de bateaux, etc.
- Les citations ne sont pas en italique mais en corps de texte normal. Elles sont entourées par des guillemets français : « et ».
- Les listes à puces sont à éviter, des paragraphes rédigés étant largement préférés. Les tableaux sont à réserver à la présentation de données structurées (résultats, etc.).
- Les appels de note de bas de page (petits chiffres en exposant, introduits par l'outil «  Source ») sont à placer entre la fin de phrase et le point final[comme ça].
- Les liens internes (vers d'autres articles de Wikipédia) sont à choisir avec parcimonie. Créez des liens vers des articles approfondissant le sujet. Les termes génériques sans rapport avec le sujet sont à éviter, ainsi que les répétitions de liens vers un même terme.
- Les liens externes sont à placer uniquement dans une section « Liens externes », à la fin de l'article. Ces liens sont à choisir avec parcimonie suivant les règles définies. Si un lien sert de source à l'article, son insertion dans le texte est à faire par les notes de bas de page.
- La présentation des références doit suivre les conventions bibliographiques. Il est recommandé d'utiliser les modèles {{Ouvrage}}, {{Chapitre}}, {{Article}}, {{Lien web}} et/ou {{Bibliographie}}. Le mode d'édition visuel peut mettre en forme automatiquement les références.
- Insérer une infobox (cadre d'informations à droite) n'est pas obligatoire pour parachever la mise en page.

Pour une aide détaillée, merci de consulter Aide:Wikification.
Si vous pensez que ces points ont été résolus, vous pouvez retirer ce bandeau et améliorer la mise en forme d'un autre article.
Magic Maze est un jeu de société coopératif du game designer Kasper Lapp, pour un à huit joueurs, publié en 2017 par Sit Down! et distribué par Pegasus Spiele. Il s'agit d'un jeu de type "dungeon crawler". Au cours du jeu, il faut explorer un terrain inconnu, dans lequel des tâches spécifiques sont confiées au groupe de joueurs. La même année, le jeu a été nommé pour le jeu de l'année aux côtés de Kingdomino et  La course vers El Dorado. Magic Maze a remporté le prix innoSPIEL 2017 - décerné par Friedhelm-Merz-Verlag.

## Style de jeu
Dans Magic Maze, les joueurs jouent le rôle de héros qui doivent voler de l'équipement dans le centre commercial "Magic Maze" pour leur prochaine aventure. Chaque joueur peut déplacer n'importe lequel des 4 héros, les joueurs ne sont pas autorisés à parler entre eux et ne peuvent communiquer que de manière très limitée. Le but du jeu est de trouver tous les équipements le plus rapidement possible, de réaliser les vols, puis de quitter le centre commercial par les sorties.
En plus des instructions de jeu, le matériel de jeu comprend :
- 4 pions Héros de couleurs différentes ;

- 24 tuiles Centre commercial ;

- 12 jetons "Hors service" sous forme de croix ;

- 9 tuiles Action (dont 5 double-face) pour 2 à 8 joueurs et 7 tuiles Action pour 1 joueur ;

- un sablier de trois minutes ;

- un pion "Fais quelque chose !" ;

- une tuile Vol ;

- une feuille d'autocollants à coller sur les pions Héros pour les joueurs avec un handicap de la perception des couleurs.

## Préparation du jeu
Au début du jeu, seule la tuile n°1 du centre commercial est disposée au centre de la table et les quatre pions Héros sont placés au centre de cette tuile. Les joueurs reçoivent les cartes d'action conçues pour leur nombre de joueurs, puis le sablier, la pièce de jeu "Fais quelque chose !" et la tuile "Vol" sont placés. Les joueurs alignent leurs cartes d'action en fonction du repère de la boussole.
Le reste du jeu est basé sur les scénarios choisis, avec 17 scénarios différents décrits dans la description du jeu, dont plusieurs scénarios d'introduction.

## Règles de base
| Tâches du jeu - Explorer le centre commercial - Rechercher les équipements - Voler les équipements - Quitter le centre commercial Boîtes utilisateur |

Le jeu se compose de plusieurs phases, dans lesquelles les héros ont des tâches différentes. Dans la première phase, ils doivent explorer le centre commercial et trouver l'équipement qu'ils veulent voler. Une fois que tous les héros ont trouvé leur équipement et se trouvent sur les cases correspondantes, ils effectuent le vol (activant ainsi l'alarme) et doivent quitter le centre commercial le plus rapidement possible. Si les héros parviennent à s'enfuir avant que le temps ne soit écoulé, ils gagnent la partie - dans le cas contraire, ils perdent la partie. Pendant la mise en place, les joueurs sont autorisés à discuter et à planifier, mais dès que le sablier a été retourné, ils ne sont plus autorisés à communiquer entre eux. Les joueurs ne sont pas autorisés à parler, gesticuler, faire des signaux ou du bruit. Les seules formes de communication autorisées sont le regard fixe et le fait de toucher le pion "Fais quelque chose !".
À tout moment pendant le jeu, les coéquipiers peuvent effectuer les actions indiquées sur leurs cartes d'action autant de fois qu'ils le souhaitent. Comme il n'y a pas de mouvement, les joueurs effectuent les actions quand ils le souhaitent, mais ils ne peuvent pas interrompre le mouvement d'un autre joueur.
Il y a quatre actions différentes dans le jeu :
- Déplacer : Un joueur possédant une tuile de mouvement peut effectuer le mouvement avec n'importe quelle pièce dans la direction de la flèche à tout moment.

- Utiliser un Vortex : Le joueur qui possède l'action d'utiliser un vortex peut déplacer n'importe quelle figurine de héros de n'importe quelle case vers n'importe quelle case vortex de la couleur correspondante. Les vortex sont désactivés une fois que les vols ont été effectués.

- Emprunter les escalators : Le joueur avec l'action "Emprunter les escalators" peut déplacer une figurine de héros d'un bout à l'autre de l'escalator.

- Explorer : Le joueur avec l'action Explorer peut ajouter de nouvelles tuiles Centre commercial sur le plateau chaque fois qu'un héros se trouve sur un espace d'exploration de la couleur appropriée face à une zone inconnue.

Lorsqu'une nouvelle tuile est ajoutée sur le plateau, elle peut entraîner la connexion d'une tuile Centre commercial à une autre. Cette connexion peut alors être utilisée par tous les héros dans les deux sens. Si une nouvelles tuile Centre commercial est placée contre un mur d'une autre tuile déjà posée, un cul-de-sac est créé.
Le sablier indique le temps dans lequel le vol et l'évasion doivent être réalisés. Les héros peuvent prolonger le temps s'ils atteignent les cases sablier sur la carte ; si un héros réussit avant que le temps ne soit écoulé, le sablier est retourné et les héros peuvent se concerter jusqu'à leur prochaine action. Une case sablier utilisée est désactivée avec un marqueur "hors service". Le vol est automatiquement effectué lorsque les quatre héros se trouvent en même temps sur la case de butin de leur couleur. Une fois cela fait, la tuile Vol est retournée de façon que la face B soit visible.

## Fin du jeu
Le jeu peut se terminer de différentes manières. Les joueurs gagnent s'ils parviennent à atteindre tous les équipements, à les voler et à quitter le centre commercial par les sorties avant que le sablier n'expire. Les joueurs perdent s'ils n'y parviennent pas.

## Distribution et distinctions

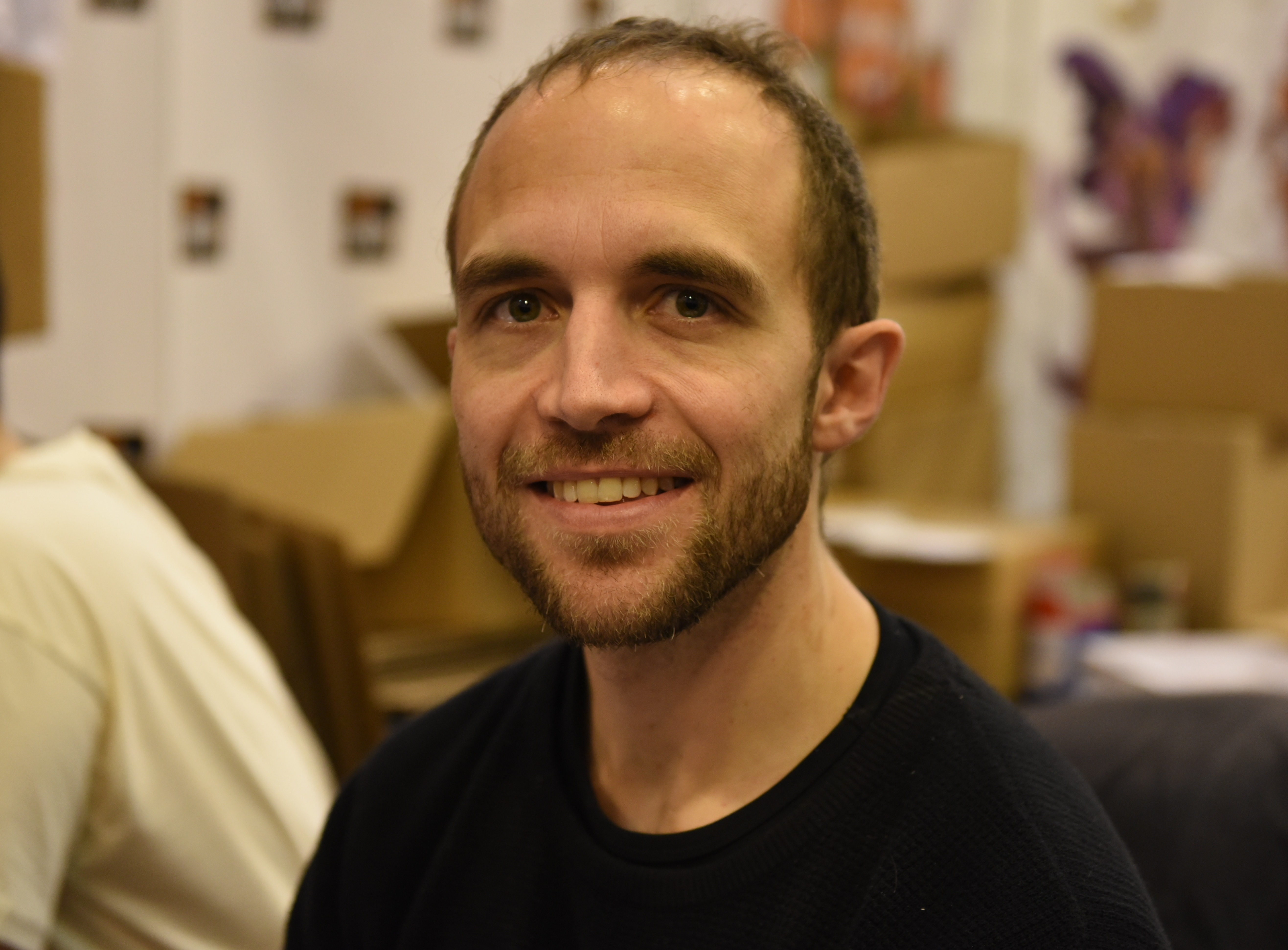
Kasper Lapp aux Journées internationales du jeu à Essen 2017

Le jeu Magic Maze a été développé par Kasper Lapp et publié en février 2017 par l'éditeur Sit Down ! au salon du jouet de Nuremberg comme son premier jeu commercial adapté en différentes langues. Il est distribué par Pegasus Spiele, et proposera une version allemande en mai de la même année.
Le jeu a été nommé pour le prix du jeu Spiel des Jahres en 2017, aux côtés de Kingdomino et Wettlauf nach El Dorado Le jury a justifié sa nomination ainsi:
"Le coopératif Magic Maze ouvre la voie à un tout nouveau type d'expérience de jeu qui fait que personne ne veut se déconcentrer, même une seconde. Dans la campagne d'introduction intelligente, les exigences augmentent progressivement, mais même ici, les règles de déplacement, d'actions inhabituelles et la pression temporelle font monter l'adrénaline et rend bouillant le corps des joueurs. Ce rythme trépidant ne laisse personne indifférent."
Distinctions:
- Jeu de l'année 2017 : nommé

- Prix des jeux allemands 2017 : 9e place

- International Gamers Award 2017 : nommé

- innoSPIEL 2017 : Gagnant

- Prix Beeple : 2017

- Jeux recommandés par Mensa 2018

- Årets Spill, Jeu familial de l'année 2019

## Documents
Règles du jeu
Cependant, les règles pour le jeu en solo mentionnées dans le manuel sont considérées comme trop difficiles et immatures, aussi des modifications de règles sont-elles conseillées, voir par ex. boardgamegeek.com: Variants for Solo game: a review of the alternatives (engl.)
Magic Maze dans la base de données des jeux Luding.
Magic Maze sur le site du Spiel des Jahres.
Versions de Magic Maze dans la base de données BoardGameGeek.
Traduction de l'allemand au français à partir d'une page Wikipédia

## Liens webs
- Magic Maze sur le site web de Pegasus Spiele

- Spielregeln pour Magic Maze à Sit Down !

- Magic Maze dans la base de données des jeux BoardGameGeek (english)

- Magic Maze  dans la base de données du jeu Luding